# Ghiacciaio Tait
Il ghiacciaio Tait è un ripido ghiacciaio lungo circa 7 km situato sull'isola di James Ross, davanti alla costa orientale della penisola Trinity, l'estremità settentrionale della Terra di Graham, in Antartide. Il ghiacciaio si trova in particolare sulla costa meridionale dell'isola, all'interno di un ripido circo glaciale, dove fluisce verso sud-ovest, a fianco al versante nord-orientale del colle Sungold, fino a entrare nella baia di Carlsson.

## Storia
Così come l'intera isola di James Ross, il ghiacciaio Tait è stato cartografato per la prima volta nel corso della Spedizione Antartica Svedese, condotta dal 1901 al 1904 al comando di Otto Nordenskjöld, tuttavia, in seguito alle ricognizioni effettuate in quest'area a partire dal 1945 dal British Antarctic Survey, allora chiamato "Falklands Islands Dependencies Survey", esso è stato così battezzato dal Comitato britannico per i toponimi antartici in onore di  Murdo F. Tait, un osservatore geologico del FIDS di stanza alla base nella baia Speranza nel 1952 e nel 1953.